# 과르네리
과르네리(Guarneri)는 17세기 ~ 18세기 이탈리아 크레모나 지역 출신의 현악기 제작으로 유명한 가문의 이름이다. 과르네리는 종종 현악기의 장인으로 알려진 가문인 스트라디바리와 아마티와 비교되곤 한다.
과르네리 가문에서 처음으로 현악기를 제조하기 시작한 1650년대에는 당시 가문의 안드레아 과르네리가 아마티 공방의 견습생 이었던 터라 주로 아마티의 방식을 따랐지만, 이후에는 과르네리 고유의 양식을 발전시켜 독립된 장인으로 이름을 날리게 된다.
대대로 이어 만들어온 과르네리 중에서도 흔히 말하는 과르네리 델 제수 (del Gesù)는 안드레아 과르네리의 손주인 바르톨로메오 주세페 과르네리가 만든 악기로 스트라디바리와 함께 현존하는 가장 탁월한 바이올린으로 알려져 있다.
과르네리 가문의 전통을 그의 독특한 방식으로 분화시킨 주세페 과르네리는 항상 자신이 만든 악기에 I.H.S. (iota-eta-sigma) 와 십자가를 새겨 넣었는데, 이는 예수를 그리스어로 표기했을 때의 처음의 3자를 로마자화한 것으로, 이 때문에 델 제수라는 별명을 얻었다.
대부분의 바이올리니스트들은 스트라디바리와 과르네리를 함께 연주한다. 델 제수를 연주하는 바이올리니스트로는 야샤 하이페츠, 프리츠 크라이슬러, 아이작 스턴, 이자크 펄만, 기돈 크레머, 핀커스 주커만, 장영주 등이 있으며, 바이올린의 명장 니콜로 파가니니가 가장 아끼던 바이올린도 캐논이라는 별명의 델 제수였다.